# Bolton Eyres-Monsell
Bolton Meredith Eyres-Monsell (ur. 22 lutego 1881, zm. 21 marca 1969) – brytyjski polityk, członek Partii Konserwatywnej, minister w rządach Ramsaya MacDonalda i Stanleya Baldwina.

## Życiorys
Był synem podpułkownika Boltona Jamesa Alfreda Monsella, żołnierza i konstabla londyńskiej policji, oraz Mary Beverley, córki sir Edmunda Ogle’a, 6. baroneta. Bolton Monsell przybrał nazwisko "Eyres-Monsell" po ślubie z Caroline Mary Sybil Eyres w 1904 r.
Został w 1910 r. wybrany do Izby Gmin jako reprezentant okręgu Evesham. W latach 1919–1921 był skarbnikiem Dworu Królewskiego. W latach 1923–1924 i 1924–1929 był parlamentarnym sekretarzem skarbu. Do 1931 r. był głównym whipem Partii Konserwatywnej. W latach 1931–1936 był pierwszym lordem Admiralicji.
W 1929 r. uhonorowany tytułem Kawalera Krzyża Wielkiego Orderu Imperium Brytyjskiego (GBE). W 1935 r. otrzymał tytuł 1. wicehrabiego Monsell i zasiadł w Izbie Lordów. Zmarł w 1969 r. Tytuł hrabiowski odziedziczył jego syn, Henry. Jedna z córek Boltona, Joan, była żoną Patricka Leigha Fermora, autora i podróżnika.